# Ignazio Boschetto
Ignazio Boschetto (Bolonia, 4 de octubre de 1994) es un tenor italiano, componente del grupo Il Volo.

## Biografía
Hijo de Vito Boschetto y Caterina Licari. Es el menor de dos hermanos, siendo la mayor su hermana Antonina. Se crio con su familia en la ciudad siciliana de Marsala, donde se dedicaba a estudiar y a escuchar música. Sus familiares dicen que desde muy pequeño demostró su interés por la música y sobre todo por el canto. Gracias a esto, decidieron apoyarlo en su interés y lo llevaron al programa de TV Ti Lascio Una Canzone.
Perteneció a la segunda edición del talent show en Rai 1 llamado Ti lascio una canzone en 2009, donde competía con Piero Barone y con Gianluca Ginoble que junto a Ignazio son actualmente los integrantes del grupo musical Il Volo. Los tres eran considerados las mejores voces del talent show por lo cual se les asignó un tema juntos:'O sole mio con el cual se dio inicio a su carrera.
Después de mes y medio de relación, el 26 de diciembre de 2023; anunció su compromiso con la modelo Michelle Bertolini. Se casaron civilmente el 12 de septiembre de 2024, en San Lazzaro di Savena y el 14 de septiembre de ese año, religiosamente en el Lago de Como. El 10 de abril de 2025, dieron a conocer que estaba embarazada y el 29 de abril, revelaron que sería un varón y que tendría por nombre, Gabriele.

## Il Volo
Ignazio Boschetto es uno de los tres miembros de Il Volo. Junto a Piero Barone y Gianluca Ginoble son un trío Italiano. Se conocieron en el programa televisivo italiano llamado “ti lascio una canzone” en el 2009. En el año 2019 cumplieron 10 años de carrera. 
Ellos son muy conocidos en Italia, Japón, América (solo por mencionar algunos lugares). Cantan en español, italiano e inglés. Tienen una canción en francés y otra en catalán. 
Son los primeros italianos en firmar contrato con compañías estadounidenses.